# Mera (Oleiros)

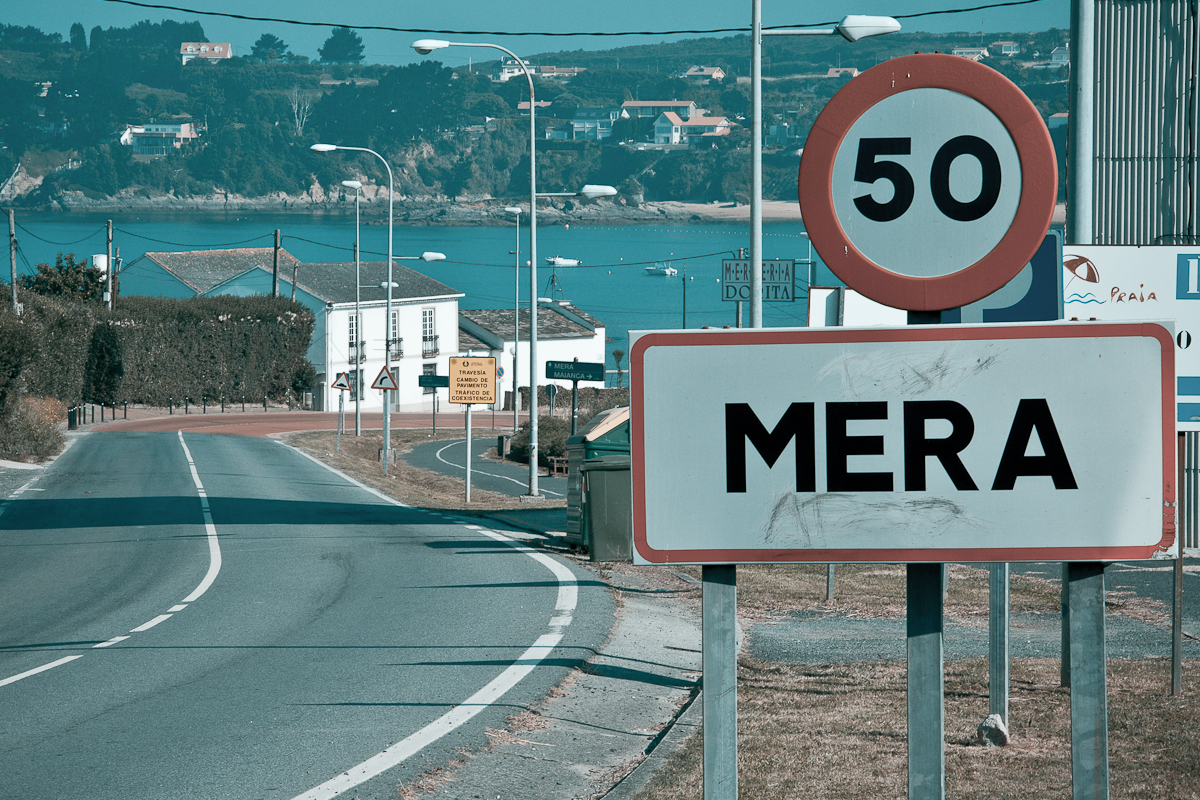
Llegada a Mera desde Cabreira por la AC-173

Mera es una localidad costera del norte del municipio español de Oleiros, en la  provincia de La Coruña, Galicia. El pueblo se extiende por los límites entre las parroquias de Serantes y Mayanca. Su ubicación en la ría de La Coruña la convierte en un popular destino turístico de verano. Sus coordenadas son: 43°22′47″N 8°20′15″O
La población en 2022 era de 539 habitantes empadronados, de los cuales 254 eran hombres y 285 mujeres.

## Gentilicio e idiomas
El gentilicio de sus habitantes es meracho. En Mera se hablan dos idiomas oficiales: el gallego y el castellano.

## Playas
Mera cuenta con varias playas: La playa de Mera, playa de Santa Ana, playa de Penatouro y playa de Espiñeiro. 
Playa de Mera

La playa principal del pueblo

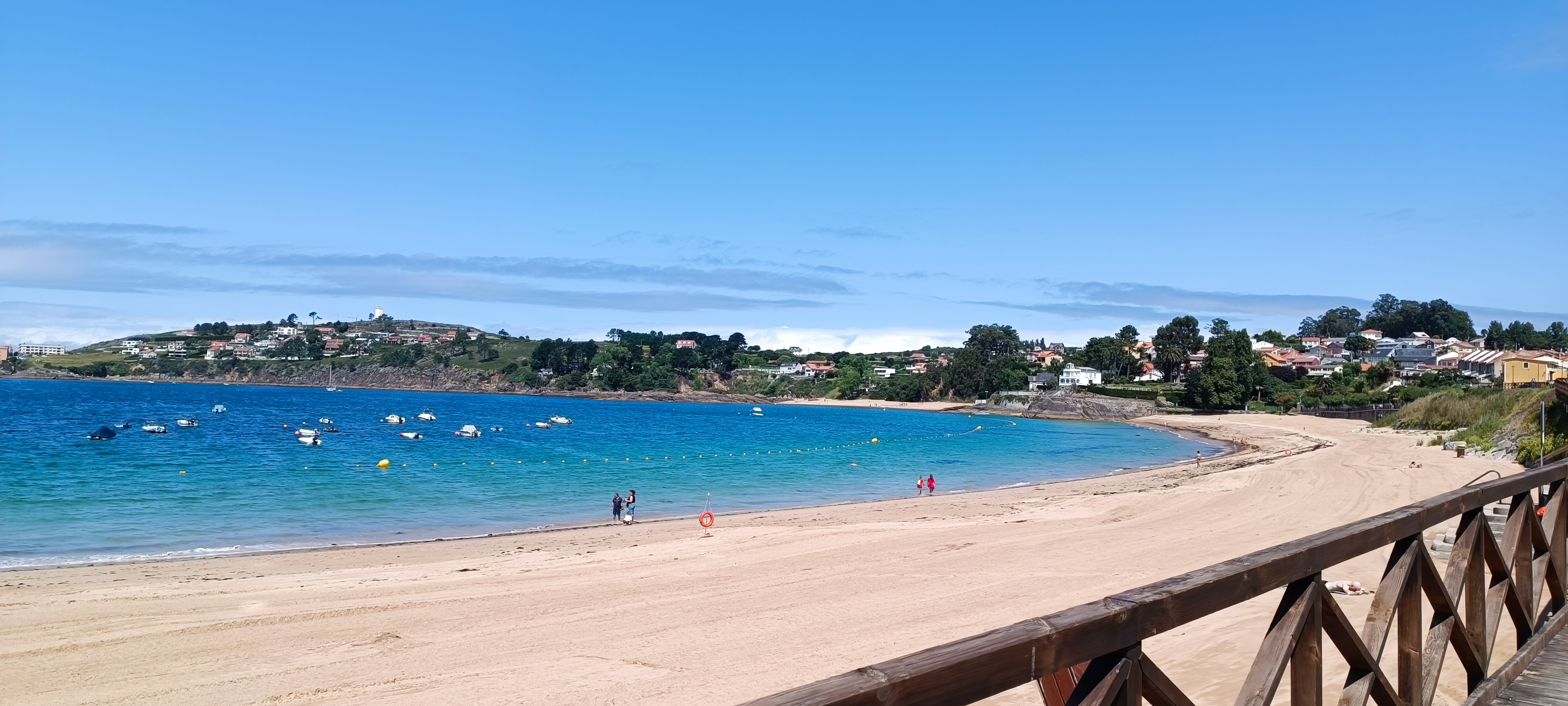
Playa de Mera desde el paseo marítimo

Esta es una playa resguardada, de aguas tranquilas (la mayoría de veces) y arena fina. Tiene una longitud de 520 m y se encuentra a 15 km de la ciudad de La Coruña. Está también cuenta con un paseo marítimo el cual recorre toda la superficie de la misma. El paseo marítimo llega hasta la playa de Espiñeiro.
Información a tener en cuenta:
- Servicio de socorrismo
- Bandera azul
- Aparcamiento (de pago)
- Restauración en las inmediaciones
- Acceso para personas con movilidad reducida
- Servicios adaptados
- Duchas (cuando hay alerta de sequía pueden estar fuera de servicio)
- Silla anfibia para personas con movilidad reducida
- Transporte público

## Fiestas de Mera - En honor a Santa Ana
Las Fiestas de Mera en Oleiros, un municipio en la provincia de A Coruña, Galicia, son una celebración tradicional que tiene lugar a finales de julio, coincidiendo generalmente con el último fin de semana del mes. Estas fiestas están dedicadas a Santa Ana, la patrona de la parroquia de Mera, y suelen extenderse durante varios días con una programación variada que atrae tanto a los vecinos como a los visitantes.
¿Qué esperar de las fiestas de Mera?
1. Procesión Religiosa: Uno de los eventos centrales es la misa solemne en honor a Santa Ana, seguida de una procesión por las calles del pueblo. Los vecinos participan activamente en esta celebración religiosa, llevando la imagen de la santa en un recorrido acompañada por música y cánticos.
2. Verbenas Populares: Las noches de las fiestas son animadas con verbenas, donde orquestas y grupos musicales locales y nacionales actúan para el público. Estas verbenas son el alma de las noches festivas, y suelen prolongarse hasta altas horas de la madrugada.
3. Actividades para todos: Durante el día, las fiestas incluyen una variedad de actividades, como competiciones deportivas, juegos populares, concursos y actuaciones para los más pequeños. También hay eventos gastronómicos, como degustaciones de platos típicos gallegos, que son un gran atractivo para los asistentes.
4. Fuegos Artificiales: Las fiestas suelen culminar con un espectáculo de fuegos artificiales, que ilumina el cielo de Mera y pone un broche de oro a las festividades.
5. Entorno Marítimo: Mera es una localidad costera, y muchas de las actividades tienen lugar en la playa o en sus inmediaciones, lo que añade un encanto especial a las fiestas.

Las Fiestas de Mera son una muestra del arraigo de las tradiciones gallegas y de la importancia de las celebraciones comunitarias en Galicia. Es una ocasión ideal para disfrutar de la música, la gastronomía, y la cultura local en un ambiente festivo y acogedor.

## Restauración
La localidad de Mera, en el municipio de Oleiros, Galicia, no solo es conocida por sus fiestas y su sardinada, sino también por su variada oferta de bares y restaurantes. Estos establecimientos ofrecen a residentes y visitantes una experiencia gastronómica que combina la tradición gallega con la calidez y hospitalidad típicas de la región.

### Bares y Restaurantes en Mera
1. Bares de Tapas y Raciones:
  - Ambiente Local: Los bares de Mera son puntos de encuentro donde se puede disfrutar de tapas y raciones típicas gallegas, como pulpo a la gallega, empanada, mejillones al vapor, y, por supuesto, las famosas sardinas asadas. Estos establecimientos suelen tener un ambiente acogedor y familiar, con terrazas al aire libre donde se puede disfrutar de las vistas al mar mientras se saborean los platos.
  - Charlas y Tapas: Muchos de estos bares son frecuentados por los vecinos, quienes se reúnen para charlar mientras disfrutan de una buena copa de vino o una caña acompañada de unas tapas. La proximidad al mar asegura la frescura de los mariscos y pescados, que son una apuesta segura en cualquier menú.
2. Restaurantes de Cocina Gallega:
  - Cocina Tradicional: Los restaurantes de Mera destacan por ofrecer platos tradicionales gallegos preparados con productos locales. En su menú es común encontrar mariscos frescos, pescados a la brasa, carnes gallegas de alta calidad, y guisos caseros. Estos restaurantes son ideales para quienes buscan una comida más formal y completa, con platos que resaltan los sabores auténticos de Galicia.
  - Especialidades Regionales: Muchos restaurantes se especializan en platos típicos como la caldeirada de pescado, el lacón con grelos, o la famosa tarta de Santiago como postre. También es habitual encontrar vinos gallegos en la carta, especialmente de la denominación de origen Rías Baixas.
3. Cafeterías y Terrazas:
  - Desayunos y Meriendas: Para los que buscan un ambiente más relajado, las cafeterías de Mera ofrecen un lugar perfecto para disfrutar de un buen café, un dulce casero, o incluso un helado artesanal. Muchas de estas cafeterías cuentan con terrazas desde las que se puede observar el ritmo pausado de la vida en Mera, haciendo de ellas un lugar perfecto para relajarse a cualquier hora del día.
  - Vistas al Mar: Al estar cerca de la playa, algunas cafeterías y bares tienen vistas panorámicas del Atlántico, lo que añade un plus a la experiencia de tomar algo mientras se contempla el paisaje marino.
4. Bares con Ambiente Nocturno:
  - Vida Nocturna: Aunque Mera es una localidad tranquila, algunos bares ofrecen un ambiente más animado durante la noche, especialmente durante el verano y las fiestas. Estos bares suelen tener música en vivo, DJ’s o sesiones de karaoke, lo que los convierte en puntos de reunión para jóvenes y adultos que buscan disfrutar de una noche divertida.

### Un Toque Auténtico
La restauración en Mera refleja el carácter de la localidad: cercana, auténtica y con un fuerte vínculo con el mar y la tradición gallega. Tanto si se busca una comida rápida y económica en un bar de tapas como una cena más elaborada en un restaurante, la oferta gastronómica de Mera satisface a todo tipo de paladares, haciendo de cada visita una experiencia memorable.